# Wola Łobudzka
Wola Łobudzka est une localité polonaise de la gmina de Szadek, située dans le powiat de Zduńska Wola en voïvodie de Łódź.